# Kortknäpp
Kortknäpp är en svensk kortfilm från 1957. Filmen producerades av Knäppupp AB och fungerade som förfilm åt långfilmen Far till sol och vår på vilkens affisch den lanserades som en trippfilm. Kortknäpp regisserades av Knäppupps reklamchef Stig Wallgren. 

## Handling
Den dokumentära kortfilmen skildrar tältturnén av revyn Knäppupp III - Tillstymmelser sommaren 1957. Klipp från föreställningen visas, liksom uppsättandet av tältet och artisternas sysselsättningar utanför scen.

## Medverkande (som sig själva)
- Povel Ramel
- Martin Ljung
- Brita Borg
- Lissi Alandh
- Sten Broman
- Bengt Berger